# Pilae

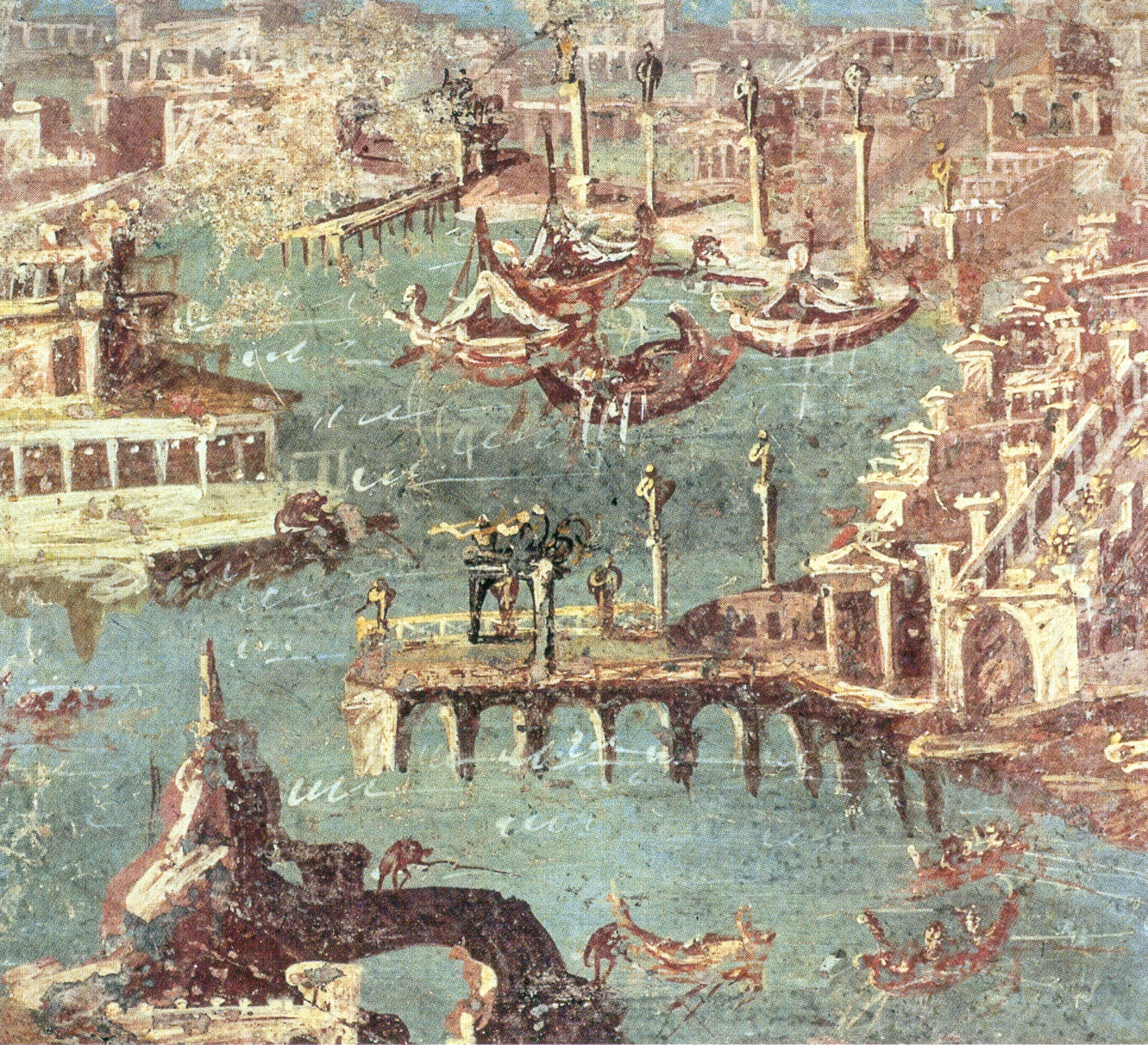
Pittura murale di Stabiae raffigurante un porto con pile, I secolo

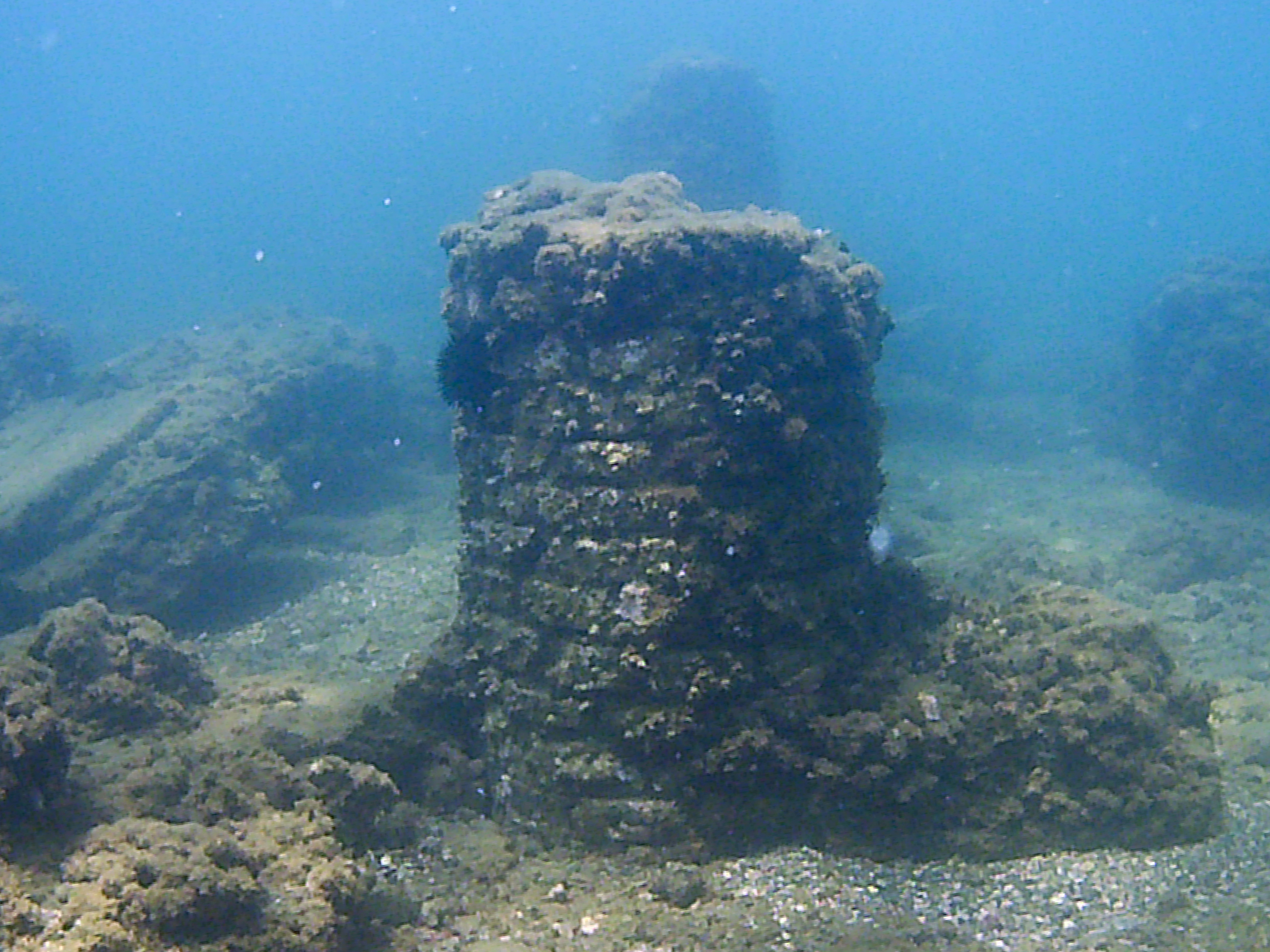
Pilae da Portus Julius, Baia

Pilae (singolare: pila) è il termine latino che gli antichi romani usavano per indicare "pilastri", "pali" o "piloni", pilastri verticali spesso utilizzati per sostenere strutture come gli ipocausti.
Le pilae furono usate anche nei moli di cemento del golfo di Pozzuoli a Baia, Miseno e Nisida. Queste sono illustrate in un affresco del I secolo a Stabia.
Sono state rinvenute antiche fiaschette di vetro che illustrano i frangiflutti di Pozzuoli con la scritta "pilae".